# Gelis inutilis
Gelis inutilis är en stekelart som beskrevs av Joseph Augustine Cushman 1927. Gelis inutilis ingår i släktet Gelis och familjen brokparasitsteklar. Inga underarter finns listade i Catalogue of Life.